# Ordre de la Besa
L'ordre de la Besa (en albanais : Urdhëri i Besës) également connu sous le nom d'ordre de la Fidélité, était un ordre chevaleresque du royaume d'Albanie et a ensuite fait partie du patrimoine du royaume d'Italie lorsque l'Albanie est devenue une colonie. Après 1943, il est devenu un ordre dynastique de la maison Zogu.

## Historique
L'Ordre a été fondé le 22 décembre 1926 par le président de la République albanaise de l'époque, Ahmed Ben Zogu. Après la proclamation du royaume d'Albanie en 1928 par le président de la République lui-même, qui s'est proclamé souverain de l'État sous le nom de Zog Ier, l'Ordre est devenu partie intégrante du système de distinctions honorifiques du nouveau royaume d'Albanie.
Par la suite, après l'union de la couronne d'Albanie avec celle d'Italie, les ordres de chevalerie de la maison de Savoie sont également entrés dans le patrimoine du royaume balkanique, dont le plus important est sans doute celui de la Besa, qui signifie « loyauté » en albanais, une caractéristique à payer au souverain et à la patrie.
L'ordre a été accordé aux personnes méritantes du royaume d'Albanie et aux Italiens qui avaient contribué à la gloire du royaume d'Albanie en tant que colonie italienne, dans tous les domaines et surtout pour des services éminents rendus à l'État, au souverain et à la famille royale. 
L'ordre de la Fidélité est la plus haute distinction accordée par le roi des Albanais. La dignité chevalier de grand-croix avec étoile est réservée au roi et à la reine des Albanais et peut être accordée au prince héritier, aux chefs d'État et aux diplomates de rang exceptionnellement élevé.
L'Ordre était divisé en cinq classes :
- Chevalier de grand-croix avec étoile
- Grand officier
- Commandeur
- Officier
- Chevalier

## Décoration italien
La médaille de l'Ordre représentait un aigle bicéphale en or, émaillé de noir. Au centre de l'aigle se trouvait un bouclier rouge représentant le casque d'or de Giorgio Castriota Skanderbeg. Les insignes avaient été établis par le royaume d'Albanie et, une fois devenus italiens par adoption, ils n'ont fait qu'ajouter les licteurs des fasces, de part et d'autre du bouclier rouge, et une couronne circulaire formée par des nœuds de Savoie alternant avec des rosettes d'or, avec la devise FERT à l'intérieur.
Les chevaliers, officiers et grands officiers avaient pour insigne une broche d'aigle en argent à porter sur la poitrine sous forme de plaque.
|           |          |            |                |             |
| Rubans    |          |            |                |             |
| Chevalier | Officier | Commandeur | Grand officier | Grand-croix |

## Récipiendaires
Le nombre de décoration des Albanais porteurs de la dignité de chevalier de grand-croix avec étoile est fixé à 6. Le roi Zog Ier et le roi Leka Ier ont accordé l'écharpe à des personnalités comme :  
- Le roi Farouk Ier d'Égypte ;
- Le prince Abib de Turquie ;
- Le shah d'Iran Mohammad Reza Pahlavi ;
- Anouar el-Sadate, président de l'Égypte ;
- Benito Mussolini, dictateur italien ;
- Francesco Babuscio Rizzo, ambassadeur d'Italie.

## Source
- (it) Cet article est partiellement ou en totalité issu de l’article de Wikipédia en italien intitulé « Ordine della Besa » (voir la liste des auteurs).